# Station Tonnerre
Station Tonnerre is een spoorwegstation in de Franse gemeente Tonnerre.